# Ulrich V. (Württemberg)

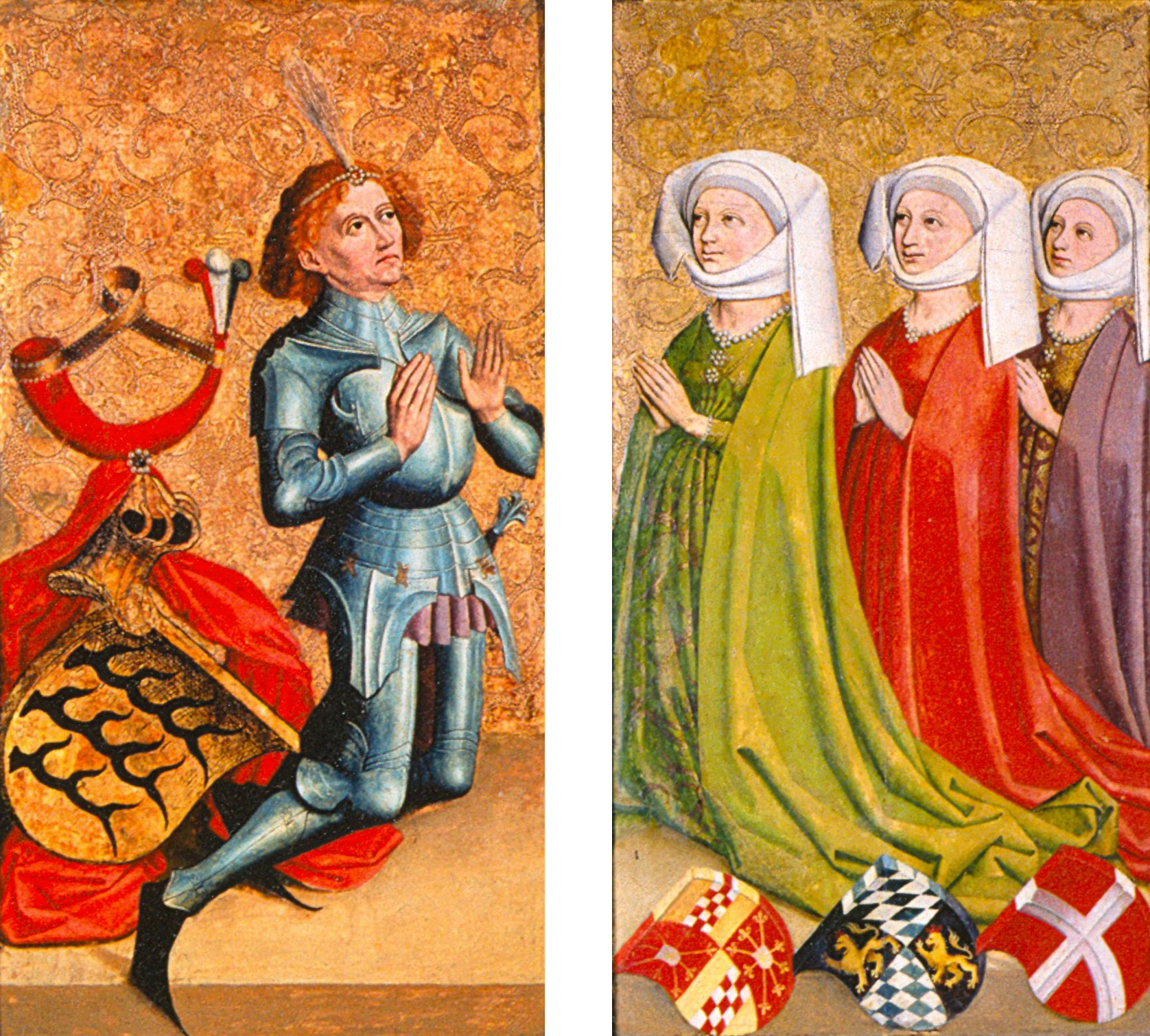
Ulrich V. von Württemberg und seine drei Ehefrauen Margarete von Cleve, Elisabeth von Bayern-Landshut und Margarethe von Savoyen

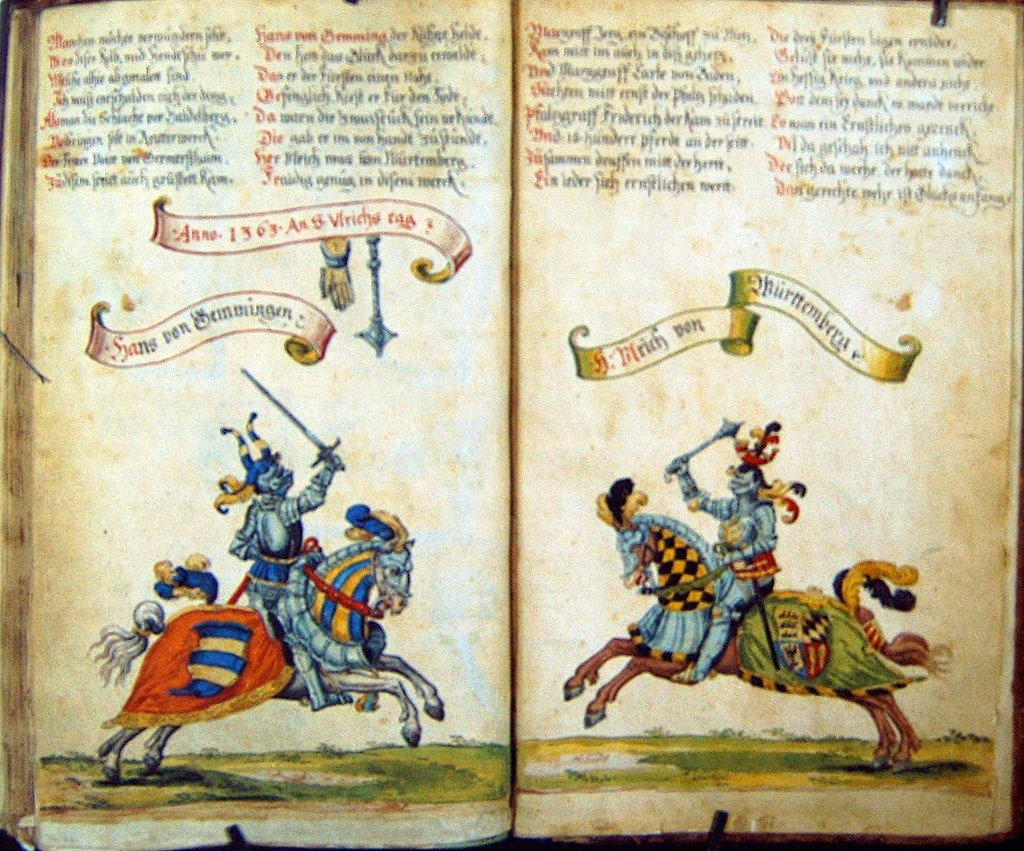
Ulrich im Zweikampf mit Hans von Gemmingen anlässlich der Schlacht von Seckenheim; mit falscher Jahreszahl; Stamm- und Turnierbuch derer von Gemmingen

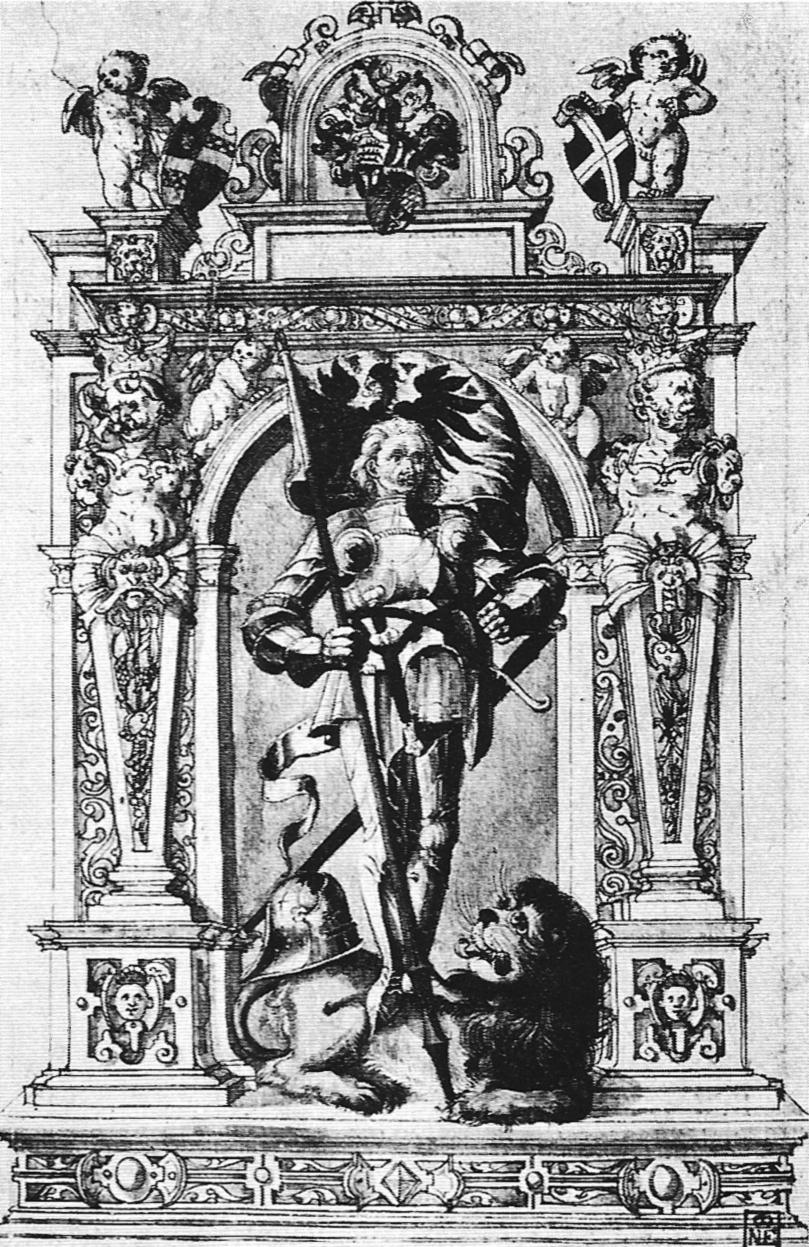
Entwurf zum Denkmal Ulrich des Vielgeliebten (Federzeichnung aquareliert von Hans Steiner, um 1578)

Ulrich V. „der Vielgeliebte“ (* 1413; † 1. September 1480 in Leonberg) war von 1433 bis 1441 Graf von Württemberg und von 1441 bis 1480 Graf von Württemberg-Stuttgart.

## Leben und politisches Wirken
Ulrich war der Sohn von Graf Eberhard IV. von Württemberg und Henriette von Mömpelgard.
Nach dem frühen Tod seines Vaters übernahm für Ulrich und seinen älteren Bruder Ludwig seine Mutter gemeinsam mit württembergischen Räten die Vormundschaft. Ludwig wurde bereits im Jahr 1426 für mündig erklärt, womit er alleine die Regierungsgeschäfte übernahm, bis sein Bruder Ulrich 1433 zur Mitregierung zugelassen wurde. Nach einigen Jahren der gemeinsamen Regierung setzte Ulrich im Jahr 1441 nach seiner Hochzeit mit Margarete von Kleve (1416–1444), einer Tochter des Adolf II. (Kleve-Mark), die Teilung des Landes durch, die am 23. April 1441 beurkundet wurde. Ulrich erhielt den östlichen und nördlichen Landesteil mit der Residenzstadt Stuttgart, Ludwig den westlichen und südlichen Landesteil mit der Residenzstadt Urach. Die Teilung, die ursprünglich auf vier Jahre befristet worden war, wurde bereits am 25. Januar 1442 durch den Nürtinger Vertrag als unbegrenzte Teilung festgeschrieben.
1444 unterstützte Ulrich das Haus Habsburg unter König Friedrich III. im Alten Zürichkrieg im Kampf gegen die schweizerischen Eidgenossen. Gemeinsam mit seinen Verbündeten, dem Markgrafen Albrecht Achilles von Brandenburg, dem Mainzer Erzbischof Dietrich Schenk von Erbach sowie dem Markgrafen Jakob I. von Baden bildete er den Kern des Mergentheimer Bundes, der mehr und mehr gegen die Reichsstädte vorging. Seinen Höhepunkt fanden diese Spannungen in der Fehde zwischen Markgraf Albrecht und der Reichsstadt Nürnberg 1449. Graf Ulrichs Hauptgegner unter den Reichsstädten war Esslingen, das durch die Erhöhung seiner Zölle die Einnahmen der Grafschaft Württemberg deutlich verringerte. Ulrich gelang es aber nicht, trotz mehrfacher Siege gegen Esslingen und weitere Reichsstädte, einen entscheidenden Vorteil zu gewinnen.
1450 fiel Ulrich nach dem Tod seines Bruders Ludwig die Vormundschaft über seine beiden Neffen zu, die künftigen Grafen von Württemberg-Urach Ludwig II. und Eberhard V. Dies führte bald zu einem Streit mit Kurfürst Friedrich I. von der Pfalz, der, als Onkel mütterlicherseits, ebenfalls Anspruch auf die Vormundschaft geltend machte. 1456 begann Ulrich mit dem Bau des Württembergischen Landgrabens, um seine Gebietsansprüche im Norden zu behaupten. Ludwig II. starb bereits 1457. Die Uracher Landstände hoben 1459 auch die Vormundschaft Ulrichs über Graf Eberhard V. auf.
1458 ließ Ulrich die Burg Widdern zerstören, auf der sich pfälzische Lehnsleute befanden. Dies verstärkte die Auseinandersetzungen zwischen Ulrich und Friedrich I. von der Pfalz. Im Deutschen Reich bildeten sich damals zwei Bündnisblöcke heraus. Ulrich schloss sich der Allianz zwischen dem 1452 zum Kaiser gekrönten Friedrich III. und Markgraf Albrecht Achilles von Brandenburg an. Deren Hauptgegner waren der Bruder des Kaisers Herzog Albrecht VI. von Österreich, Kurfürst Friedrich I. von der Pfalz und Herzog Ludwig IX. von Bayern-Landshut. 1460 kam es zu ersten militärischen Auseinandersetzungen zwischen beiden Bündnisblöcken. Nach einem kurzen Waffenstillstand rief Friedrich III. 1461 erneut den Reichskrieg gegen Bayern aus. Ulrich übernahm gemeinsam mit Albrecht Achilles die Reichshauptmannschaft gegen Bayern. In der kurz danach ausbrechenden Mainzer Stiftsfehde von 1461 bis 1463 unterstützte er Erzbischof Adolf II. von Nassau gegen dessen abgesetzten Vorgänger Diether von Isenburg und Friedrich I. von der Pfalz. Nach verschiedenen Kämpfen kam es am 30. Juni 1462 zur Schlacht bei Seckenheim, in der Ulrichs Truppen und Verbündete besiegt und gefangen genommen wurden. Schließlich wurde nach einem letzten Zweikampf Ulrichs mit Hans (dem Kecken) von Gemmingen auch Ulrich von ihm besiegt und gefangen genommen. Erst am 27. April 1463 kehrte Ulrich nach einer Lösegeldzahlung zurück nach Stuttgart. In diesem Jahr ließ er in Marbach am Neckar in seinem Schloss unter anderem das Schlafgemach neu herrichten. Wandgemälde zeigen ihn als gottesfürchtigen Mann und leidenschaftlichen Jäger; in einer Inschrift gedenkt er des Pfälzer Kriegs und beteuert, er habe diesen aus ehrenvollen Motiven geführt.
1473 gingen Ulrich und Eberhard V. einen Hausvertrag ein, der die gemeinsame Erbfolge regeln sollte und bereits auf die Wiedervereinigung der beiden württembergischen Landesteile hinzielte. Ulrich erhielt später bei Eberhard V. auch Unterstützung gegen seinen eigenen renitenten Sohn, Eberhard VI., wodurch Eberhard V. auch Einfluss im Stuttgarter Landesteil gewann.

## Familie
Ulrich V. war dreimal verheiratet. Im Jahr 1441 heiratete er Margarete von Kleve (1416–1444). Aus der Ehe stammte die Tochter:
- Katharina (* 7. Dezember 1441; † 28. Juni 1497 in Würzburg), zunächst Prämonstratenserin, später Dominikanerin, am Ende aus dem Kloster geflohen unter dem Schutz des Bischofs Rudolf von Würzburg.

Nach dem Tod Margaretes am 20. Mai 1444 traf Ulrich bereits am 9. September 1444 die Eheabrede mit Elisabeth von Bayern (1419–1451), Tochter Herzog Heinrichs des Reichen. Aus dieser Ehe gingen folgende Kinder hervor:
- Graf Eberhard VI. (1447–1504), später Herzog Eberhard II.
- Margarete (* zwischen 1445 und 1450; † 21. Juli 1479 im Kloster Liebenau bei Worms), Dominikanerin[2]
- Graf Heinrich von Württemberg (um 1448–1519), Domkanoniker in Mainz und Eichstätt, ab 1473 bis 1482 Graf von Mömpelgard
- Elisabeth (* 23. Dezember 1450 in Landshut; † 6. April 1501), verheiratet am 13. September 1469 mit Graf Friedrich II. von Henneberg-Aschach

Elisabeth starb nach der Geburt ihrer Tochter Elisabeth im Wochenbett am 1. Januar 1451. Ulrich heiratete daraufhin am 11. November 1453 Margarethe von Savoyen (1420–1479), die bereits mit Herzog Ludwig III. von Anjou und Kurfürst Ludwig IV. von der Pfalz verheiratet gewesen war. Mit Ulrich hatte sie folgende Kinder:
- Helene (* nach 1453; † 19. Februar 1506), verheiratet mit Graf Kraft VI. von Hohenlohe.
- Margarethe (* nach 1453; † 21. April 1470), verheiratet am 23. April 1469 mit Graf Philipp von Eppstein-Königstein
- Philippine (* nach 1453; † 4. Juni 1475 in Weert), verheiratet mit Graf Jakob II. von Horn (Haus Horn)

## Erhaltene Kunstwerke

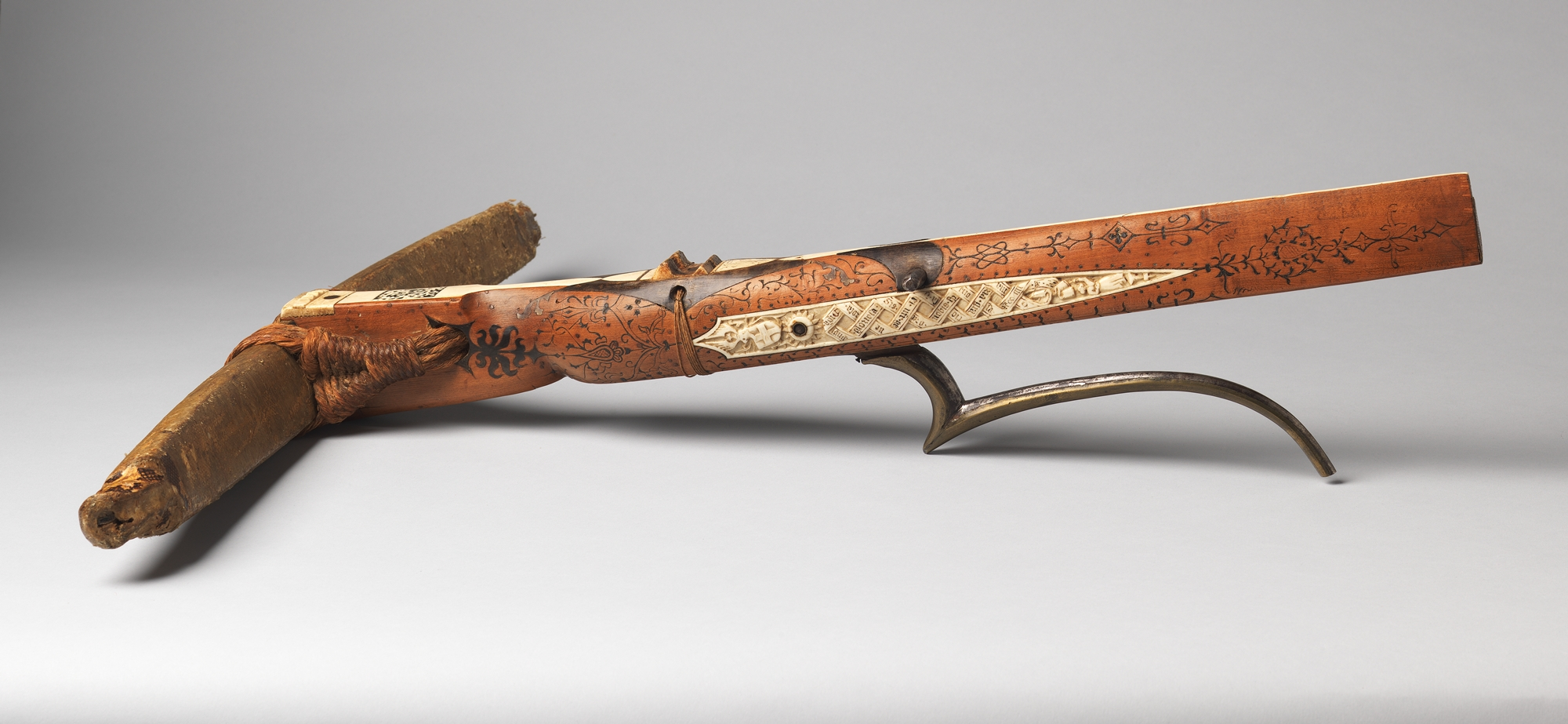
Jagdarmbrust aus dem Besitz Ulrichs V., Metropolitan Museum of Art, New York

Aus dem Besitz Ulrichs V. hat sich eine 1460 datierte Jagdarmbrust erhalten, die vermutlich von seinem aus der Schweiz stammenden Hof-Armbrustmacher Heinrich Heid von Winterthur hergestellt wurde und vielleicht ein Geschenk seiner dritten Frau, Margarethe von Savoyen, war.